# کلادنو
کْلادنو (به چکی: Kladno) شهری در منطقه بوهمیای مرکزی کشور جمهوری چک است که جمعیت آن در سال ۲۰۰۷ میلادی ۶۹٫۲۷۶ نفر بوده‌است.